# Laura Prepon
Laura H. Prepon (* 7. březen 1980 Spojené státy americké) je americká herečka.

## Život
Narodila se ve městě Watchung v New Jersey. Její otec Michael, původem z ruské židovské rodiny, zemřel v roce 1994. Její matka Marjorie má irské, anglické, a německé předky. Laura je nejmladší z pěti sourozenců – má bratra Brada a tři sestry: Danielle, Jocelyn, a Stephanie. Navštěvovala Watchung Hills Regional High School. Studovala na Total Theater Lab v New Yorku, kde se objevila v mnoha divadelních představení.
V 15 letech začala studovat herectví a tanec balet, jazz a moderní. Věnovala se sportu, např. fotbalu a dalším. Předtím, než se stala herečkou, pracovala jako modelka v Paříži, Miláně, a jinde v Evropě.
Laura bydlí ve Watchung jen pokud natáčení v Los Angeles. Miluje tenisky a vintage oblečení. Její oblíbená kniha je „Hobit“ od J.R.R. Tolkiena. Říká se, že její oblíbený herec je Harrison Ford. Vyznačuje se hlubokým a chraplavým hlasem. Časopis Stuff ji v roce 2002 zařadil mezi „102 nejsvůdnějších žen na světě“ a také vlastní motocykl na kterém jezdí. Sama říká, že miluje pocit svobody a že jezdí, aby si odpočinula a vyčistila hlavu. Laura je na ženu poměrně vysoká (178 cm).
Vzhledem k výškovému rozdílu mezi ní a Milou Kunis v seriálu „Zlatá sedmdesátá“ (1998), byly často natáčeny v sedě, aby se mohly objevit společně v záběru. Jindy, Mila nosila boty na platformě, aby ji přidaly centimetry.
Chodila s hercem Christopherem Mastersonem, bratrem jejího kolegy ze seriálu „Zlatá sedmdesátá“ Dannyho Mastersona.
Je přírodní zrzka. Na černo se obarvila pro roli Alex Vauseové v „Holkách za mřížemi“, aby jí více seděl „rockabilly vzhled“. Věří v scientologickou víru.
Současně žije se svým snoubencem Benem Fosterem v New Yorku. V červnu 2017 potvrdila, že je těhotná a čeká holčičku. V září 2017 se stala pracující matkou. V únoru 2020 se jim narodil syn.

## Filmografie

### Film
| Rok  | Název                                      | Role               | Poznámka                 |
| ---- | ------------------------------------------ | ------------------ | ------------------------ |
| 1998 | Pleasantville                              | komparz            |                          |
| 2001 | Southlander: Diary of a Desperate Musician | Seven Equals Five  |                          |
| 2002 | Ulejváci                                   | Reanna Cass        |                          |
| 2004 | Lightning Bug                              | Angevin Duvet      | také výkonná producentka |
| 2004 | The Pornographer: A Love Story             |                    |                          |
| 2006 | Come Early Morning                         | Kim                |                          |
| 2006 | Bestie Karla                               | Karla Homolka      |                          |
| 2007 | Once Upon A Time                           | The Witch          | krátkometrážní film      |
| 2007 | The Chosen One                             | Rachel Cruz (hlas) | krátkometrážní film      |
| 2012 | Lay the Favorite                           | Holly              |                          |
| 2012 | The Kitchen                                | Jennifer           |                          |
| 2016 | Dívka ve vlaku                             | Cathy              |                          |
| 2017 | Hrdina až do konce                         | Charlotte Dylan    |                          |

### Televize
| Rok       | Název                      | Role               | Poznámka                                                            |
| --------- | -------------------------- | ------------------ | ------------------------------------------------------------------- |
| 1998–2006 | Zlatá sedmdesátá           | Donna Pinciotti    | hlavní role, 200 dílů                                               |
| 2004      | Tatík Hill a spol.         | April (hlas)       | díl: Talking Shop                                                   |
| 2005      | Americký táta              | Haley Smith (hlas) | nevysílaný pilotní díl                                              |
| 2005      | Romancing the Bride        | Melissa            | TV film                                                             |
| 2007–2008 | October Road               | Hannah Daniels     | hlavní role, 19 dílů                                                |
| 2009–2010 | Jak jsem poznal vaši matku | Karen              | hostující role, 3 díly                                              |
| 2009      | Ochrana svědků             | Lauren Hefferman   | díl: A Frond in Need                                                |
| 2010      | Medium                     | Kira Hudack        | díl: How to Beat a Bad Guy                                          |
| 2010      | Dr. House                  | Frankie            | díl: Private Lives                                                  |
| 2010      | Celebrity Ghost Stories    | Sama sebe          | díl 2.9                                                             |
| 2011      | Castle na zabití           | Natalie Gray       | díl: Nikky Heat                                                     |
| 2011      | Láska bolí                 | Alex               | díl: Keep on Truckin'                                               |
| 2011      | Šílená hra                 | Eva Duncan         | TV film                                                             |
| 2011      | Neighbros                  | L Boogie           | internetový seriál, také režisérka                                  |
| 2012      | Are You There, Chelsea?    | Chelsea Newman     | hlavní role, 12 dílů                                                |
| 2013–2019 | Holky za mřížemi           | Alex Vauseová      | hlavní role (1. řada, 3.–7. řada), vedlejší role (2. řada), 82 dílů |
| 2022      | That '90s Show             | Donna Pinciotti    |                                                                     |